# بطولة تونس لكرة السلة للرجال 1985–86
بطولة تونس لكرة السلة للرجال 1985–86 هو الموسم رقم 31 من بطولة تونس لكرة السلة للرجال.

فاز بهذا الموسم النجم الأولمبي لحلق الوادي والكرم.

## روابط خارجية
- الموقع الرسمي للجامعة التونسية لكرة السلة.